# Leipzigs godsring

Röda linjer är de järnvägar som byggdes för att skapa godsringen.

Leipzigs godsring (Leipziger Güterring) är flera järnvägar i Leipzig som tillsammans skapar en förbifart för godståg i Leipzig. Järnvägarna länkar samman alla infartslinjer och möjliggör på så sätt separering av passagerar- och godstrafik.

## Historia
Anläggandet av Leipzigs godsring var ett av flera infrastrukturåtgärder som genomfördes på början av 1900-talet för att modernisera Leipzigs järnvägsnät. Detta eftersom den tidigare järnvägsinfrastrukturen inte kunde möta framtidens behov. 
Järnvägen mellan Wahren Rangerbangård och Leipzig-Schönefeld blev elektrifierad 1914, och var en av Tysklands första. Hela godsringen var färdigelektrifierad 1963. Det eftersom mycket infrastruktur hade blivit förstört i Andra världskriget samt nedmonterat och fört till Sovjetunionen.
Järnvägen Leipzig-Plagwitz–Gaschwitz trafikerades av S-tåg mellan 1969 och 2002. 

## Järnvägar i Leipzigs godsring
Järnvägar byggda av Preussische Staatseisenbahnen:
- Leipzig-Leutzsch–Leipzig-Wahren (initierad 9 april 1905)
- Leipzig-Wahren–Leipzig-Schönefeld (öppnad 1 maj 1906)

Järnvägar byggda av Königlich Sächsische Staatseisenbahnen:
- Leipzig-Plagwitz–Markkleeberg-Gaschwitz (öppnad 1 september 1879, blev huvudlinje 1907)
- Leipzig-Schönefeld–Leipzig-Engelsdorf (öppnad 1 maj 1906)
- Leipzig-Engelsdorf–Leipzig-Stötteritz (öppnad 1 maj 1906)